# Epipactis schmalhausenii
Epipactis schmalhausenii är en orkidéart som beskrevs av Karl Carl Richter. Epipactis schmalhausenii ingår i släktet knipprötter, och familjen orkidéer. Inga underarter finns listade i Catalogue of Life.